# Pugionium cornutum
Pugionium cornutum là một loài thực vật có hoa trong họ Cải. Loài này được (L.) Gaertn. miêu tả khoa học đầu tiên năm 1791.